# Anurida maritima
Anurida maritima es una especie de colémbolo de la familia Neanuridae. Es una especie cosmopolita que habita zonas intermareales. Se encuentra a menudo en agregaciones de hasta varios cientos de individuos en la superficie de las pozas de marea.

## Descripción
A. maritima es un animal sin alas que normalmente mide hasta 3 mm de longitud, y presenta un color azulado oscuro. Su cuerpo es redondeado, expandiéndose ligeramente hacia la parte posterior. La cabeza tiene un par de ojos y antenas. El tórax consta de tres segmentos corporales, cada uno con un par de patas, mientras que el abdomen consta de seis segmentos. Todo el cuerpo está cubierto de pelos blancos hidrofobos, los cuales le permiten permanecer por encima de la superficie del agua, donde pasa gran parte de su vida. A diferencia de otros colémbolos, A. maritima no puede saltar, ya que su fúrcula es vestigial. Aparentemente, esto se debe a que cuando otros colémbolos se sitúan sobre el agua, la tensión superficial despliega su espoleta y los hace incapaces de saltar, por lo que probablemente se ha perdido por el desuso.

## Distribución y ecología
A. maritima se encuentra alrededor del mundo en costas rocosas y marismas, aunque está ausente en las islas británicas, en la parte noreste de Escocia, el sureste de Irlanda y el Mar Báltico. Se ha sugerido que los ejemplares del norte de Europa probablemente sean de una especie diferente a los del mar Mediterráneo.
En las zonas más cálidas de su área de distribución, A. maritima está activa a lo largo del año, pero en las regiones más frías y templadas solo está activa en los meses de verano pasando el invierno en fase de huevo.

## Ecología
A. maritima es un carroñero importante de la zona intermareal superior, que se alimenta de animales muertos, principalmente crustáceos (incluyendo cirrípedos) y moluscos.
La agregación es un aspecto importante en la biología de los colémbolos y se ha observado que A. maritima produce una feromona agregante. Al igual que muchos animales intermareales, A. maritima se mueve al ritmo del ciclo de las mareas, y presenta un ritmo de mareas endógeno con un frecuencia de 12,4 horas, utilizando pistas visuales para orientarse durante los movimientos.